# بعثة هومبولت الدولية

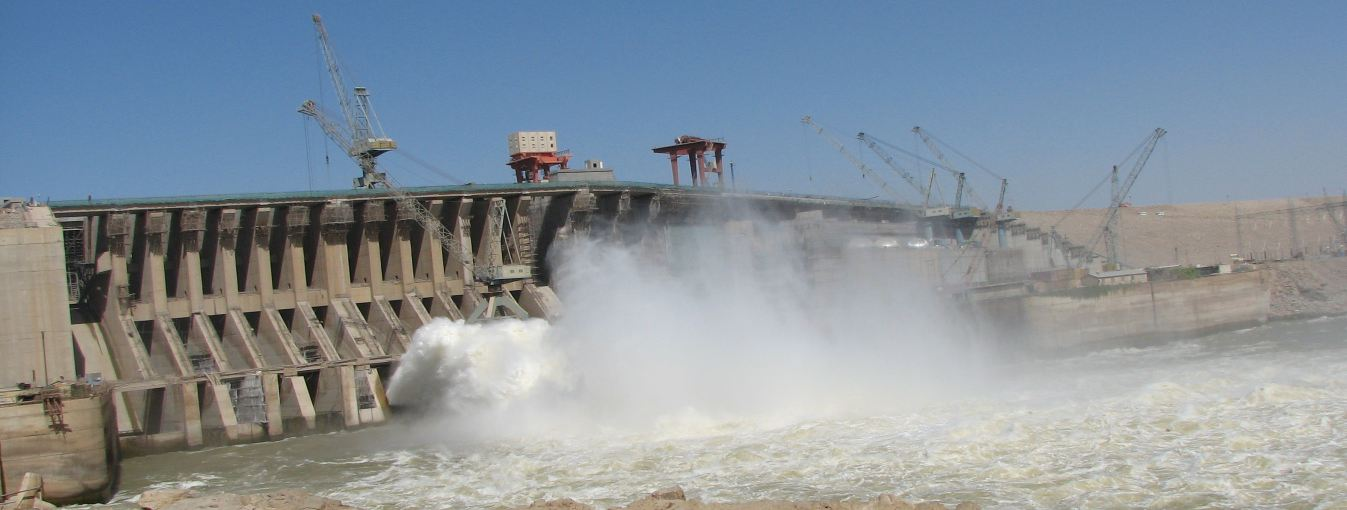
سد مروي

أطلقت الهيئة الوطنية للآثار والمتاحف (NCAM) في جمهورية السودان نداءً دوليًا لإنقاذ المواقع الأثرية التي سوف تغمرها فيضانات سد حمداب العالي، والذي يُبنى حاليًا بالقرب من مروي في الجندل الرابع في منطقة شمال السودان في عام 2003. ويغطي الخزان الجديد حوالي 170 كيلومترًا من وادي النيل، ومن المقرر الانتهاء منه في عام 2007.
بعثة هومبولت النوبية (H.U.N.E.) هي واحدة من مجموعة من البعثات الدولية التي أعقبت هذا النداء وانضمت إلى مشروع الإنقاذ الأثري لسد مروي، والذي يقع مقره في معهد شمال شرق علم الآثار والدراسات الثقافية في جامعة هومبولت في برلين، ألمانيا. هدفها الرئيسي هو التسجيل الكامل لجميع المواقع الأثرية، بما في ذلك مواقع الفن الصخري، في منطقة الامتياز من خلال مسوحات الأقدام المكثفة والتنقيب عن المواقع التمثيلية المختارة لكل فترة أثرية. تتكون منطقة امتياز بعثة جامعة هومبولت النوبية من أربع جزر رئيسية هي يوس وصور وشيراري وشيري وامتدادًا على الضفة اليسرى لنهر النيل من جبل موسى إلى قرية السوق سلامات.
اشتملت نتائج الحملتين الأوليين في عامي 2004 و2005 على اكتشاف أكثر من 700 موقع أثري وحفر موقع مستوطنة من العصر الحجري الحديث، ومدافن في فترة كرمة، وكنيستين من العصر المسيحي. إضافة إلى إنقاذ المواقع الأثرية،  بذلت بعثة جامعة هومبولت النوبية  الكثير من الجهود لتوثيق تقاليد وعادات سكان منطقة دار المناصير المنتمين إلى قبيلة المناصير. بالإضافة إلى تسجيل ثقافتهم المادية وحياتهم الاقتصادية وشعرهم.
يبذل معهد شمال شرق إفريقيا للآثار والدراسات الثقافية بجامعة هومبولت جهودًا مالية كبيرة من أجل إجراء حفريات إنقاذ لمدة عدة أشهر من أجل تلبية احتياجات هذا المشروع الواسع النطاق. تدعمه المنح العامة جزئيًا فقط. لذلك، تقدم بعثة جامعة هومبولت النوبية مخطط رعاية للمواقع الأثرية للأفراد أو المؤسسات.